# Aberkiosinschrift

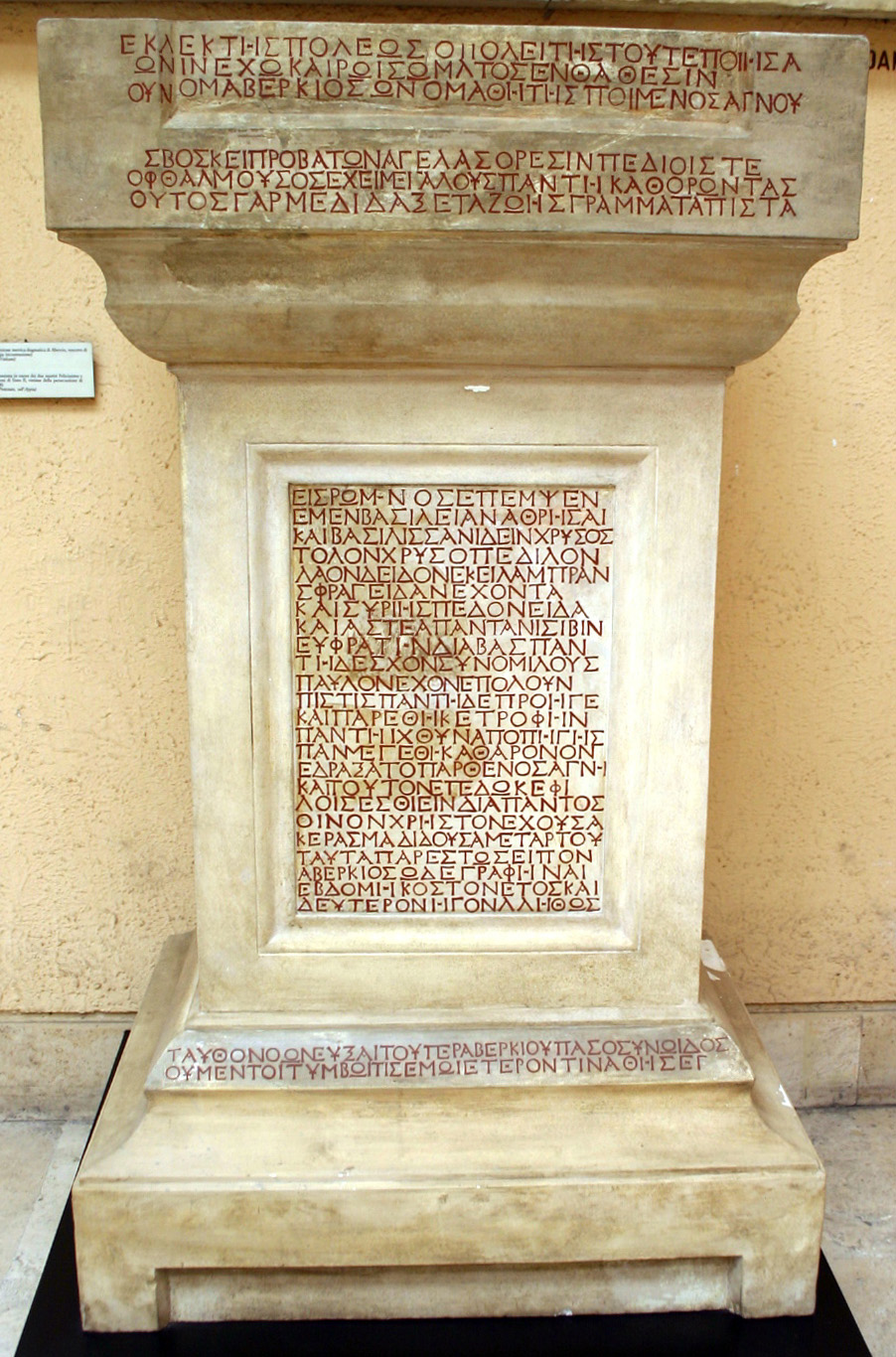
Nachbau des Aberkios-Epitaphs im Museo della Civiltà Romana; die erhaltenen Originalfragmente bilden den linken oberen Teil des zentralen Textfeldes

Als Aberkiosinschrift wird eine 22-zeilige, in altgriechischer Sprache verfasste Grabinschrift aus Hieropolis in Phrygien (im Westen der heutigen Türkei) bezeichnet. Sie befand sich auf dem Grab des christlichen Klerikers Aberkios, der vermutlich Bischof von Hieropolis war und um 200 n. Chr. starb. Dem Schlussteil der Inschrift zufolge wurde sie von Aberkios selbst noch zu Lebzeiten verfasst. Der vollständige Text ist nur als Abschrift in einer spätantiken Heiligenvita überliefert. Im 19. Jahrhundert wurden auch Fragmente des originalen Grabsteins aus der Zeit gefunden, sodass sich die spätere Überlieferung des Textes überprüfen und bestätigen lässt. Die Aberkiosinschrift ist ein wichtiges Zeugnis des frühen Christentums und von großer religionshistorischer Bedeutung.
Der metrische Inschriftentext beschreibt mit symbolischen, für den Uneingeweihten schwer verständlichen Ausdrücken christliche Lehren und Kultpraktiken. Aberkios schildert darin, wie er im Auftrag Gottes Rom und verschiedene Gebiete des Nahen Ostens besuchte und dort mit Glaubensgenossen zusammentraf. Frühere Wissenschaftler gingen oft davon aus, dass Aberkios seine Grabinschrift aus Angst vor Christenverfolgungen so verschlüsselte, dass Nicht-Christen sie nicht verstehen könnten. Demgegenüber nimmt die neuere Forschung eher an, dass Aberkios bewusst christliche und nichtchristliche Schlagwörter in seinem Text kombinierte und gezielt mit ihnen spielte, um den Lesern des Grabsteins seine Bildung und sein Interesse sowohl an christlicher als auch an klassisch-griechischer Kultur vor Augen zu führen.

## Überlieferung
Zwei Fragmente der originalen Grabinschrift sind erhalten. Sie wurden 1883 durch den schottischen Archäologen und Historiker William Mitchell Ramsay bei seinen Forschungen in der Nähe von Aberkios’ Heimatstadt Hieropolis entdeckt. Diese beiden Bruchstücke der Inschrift befinden sich heute in den Vatikanischen Museen in Rom, wo sie mit der Inventarnummer 31643 im Lapidario Cristiano aufbewahrt werden. Teile des Textes befinden sich auch auf einer weiteren Grabinschrift, die vom Grab eines Alexandros stammt und auf das Jahr 215/216 n. Chr. datiert ist. Der Verfasser dieses Grabsteins wiederholte die ersten und die letzten drei Verse der Aberkiosinschrift, ohne kenntlich zu machen, dass sie von einem anderen Grabmal stammten. Verschiedene inhaltliche, paläographische und metrische Indizien zeigen, dass die Aberkiosinschrift das Vorbild für die Alexandrosinschrift war und nicht umgekehrt. Beispielsweise passt der Name Aberkios in die metrische Struktur des Gedichtes, wohingegen der Name Alexandros sie verletzt und damit eine nachträgliche Änderung sein muss. Die Alexandrosinschrift bildet aber eine ergänzende Quelle für die Rekonstruktion des Aberkios-Grabmals.
Eine vollständige Rekonstruktion des Textes ist jedoch nur dank einer literarischen Quelle möglich, nämlich einer griechischsprachigen Heiligenvita des Aberkios, in der zum Schluss auch der komplette Text seiner Grabinschrift zitiert ist. Diese Schrift ist in mehreren Versionen bekannt, die handschriftlich überliefert sind. Die Datierung des Werkes ist allerdings umstritten: Einige Forscher gehen davon aus, dass der Kern bereits im direkten zeitlichen Umfeld von Aberkios, also im 2. Jahrhundert, entstanden sei, andere nehmen an, die gesamte Vita sei erst im 4. Jahrhundert aufgrund weniger lokaler Quellen (darunter eben dem damals noch vollständiger erhaltenen Grabstein) zusammengestellt worden. Unabhängig von dieser Frage erlauben die im 19. Jahrhundert entdeckten unvollständigen Steinfragmente die Schlussfolgerung, dass der Text des Grabsteins, wie er in der Vita zitiert ist, im Großen und Ganzen korrekt und authentisch ist.

## Übersetzung
Zu Beginn jedes Absatzes der deutschen Übersetzung gibt eine eingeklammerte Zahl an, welche Zeile des griechischen Textes dort beginnt.
(1) Ich, Bürger der auserwählten Stadt, habe zu Lebzeiten dieses (Grabmal) errichtet, damit ich zur gegebenen Zeit hier die Niederlegungsstätte meines Leibes habe. Ich heiße Aberkios und bin ein Jünger des reinen Hirten, der in den Bergen und Ebenen die Herden seiner Schafe weidet und die großen Augen hat, die überallhin blicken. Er ist es gewesen, der mich die frommen Schriften gelehrt und nach Rom gesandt hat, um die Kaiserin zu schauen und die Prinzessin mit dem goldenen Gewand und den goldenen Schuhen zu sehen. Dort sah ich auch das Volk, welches das glänzende Siegel trug.
(10) Ich sah auch die Ebene Syriens und alle Städte, Nisibis, und überschritt den Euphrat. Überall hatte ich als Begleiter (?) den Paulus - - - Überallhin führte mich die Fides (Glaube, Vertrauen), und setzte mir überall als Speise den FISCH von der Quelle vor, den großen reinen, welchen die reine Jungfrau ergriffen hatte, und sie gab ihn ihren Lieben überall zu essen, indem sie den Guten (Chrestos) als Wein und eine Mischung davon mit Brot gab.
(17) Dieses habe ich, Aberkios, der ich dabeistand, angeordnet hier aufzuzeichnen, als ich wirklich im 72sten Jahr stand. Jeder Gesangesgenosse, der dies versteht, möge für mich, Aberkios, beten.
(20) Aber niemand darf einen anderen in meinem Grab bestatten; wer es aber doch tun sollte, muss dem römischen Fiscus 2000 Aurei zahlen und meiner guten Heimatstadt Hieropolis 1000 Aurei.
Übersetzung nach Reinhold Merkelbach und Josef Stauber.

## Deutung

### Religiöse Zugehörigkeit
Viele in dem Text genannte Motive und symbolische Formulierungen sind schwer zu deuten; bezüglich ihrer Erklärung besteht in der Forschung vielfach Uneinigkeit. Als die Inschrift nach Entdeckung der Steinfragmente im späten 19. Jahrhundert erstmalig in der Wissenschaft beachtet wurde, war sogar umstritten, ob der Text in seiner ursprünglichen Form überhaupt christlich ist (die Heiligenvita ist vielleicht erst mit großem zeitlichen Abstand entstanden). Insbesondere katholische Wissenschaftler argumentierten damals für eine christliche Deutung, wohl weil Aberkios durch seinen Text den Vorrang Roms in der Christenheit zu bestätigen schien. Protestantische Wissenschaftler versuchten dagegen – der Kulturkampf war erst wenige Jahre her – eine solche Vereinnahmung der Inschrift zu bekämpfen. Sie neigten daher dazu, vor allem nichtchristliche Elemente des Textes herauszustellen.
Gerhard Ficker argumentierte 1894, Aberkios sei ein Priester der Muttergottheit Kybele gewesen. Otto Hirschfeld schloss sich ihm diesbezüglich an. Im Folgejahr publizierte Adolf von Harnack eine differenziertere Deutung, der zufolge die Inschrift Elemente unterschiedlicher Religionen in sich vereinige, also synkretistischer Natur sei. Albrecht Dieterich kam dagegen 1896 zu dem Ergebnis, Aberkios sei ein Priester des Attis gewesen. Zu den überwiegend katholischen Forschern, die diese Theorien zurückwiesen, gehörten Giovanni Battista de Rossi, Louis Duchesne, Orazio Marucchi und später Franz Joseph Dölger. Die christliche Deutung hat sich mittlerweile durchgesetzt und wird allgemein anerkannt.

### Formeln und Metaphern
Die anfängliche Unklarheit über die religiöse Verortung des Aberkios resultiert daraus, dass seine Grabinschrift in einer sehr symbolischen Sprache verfasst ist. In der Forschung existieren dafür im Wesentlichen zwei Erklärungen: Möglich wäre einerseits, dass Aberkios an seinem Grabmal seinen Glauben letztmalig bekennen wollte, aber dies so verschlüsseln musste, dass nur seine Glaubensgenossen die christliche Bedeutungsebene des Textes verstehen konnten. Andererseits ist auch denkbar, dass Aberkios absichtlich seine doppelte Identität als Christ und als Angehöriger der klassischen antiken Kultur beziehungsweise der lokalen phrygischen Gesellschaft ausdrücken wollte und deshalb Formulierungen aus beiden Bereichen nutzte. Dass Aberkios seinen Glauben aus Angst vor Christenverfolgungen verschlüsseln musste, wie die frühere Forschung vielfach annahm, gilt mittlerweile als unwahrscheinlich. In der Regel konnten Christen zu seiner Lebenszeit, wie man mittlerweile weiß, ihren Glauben relativ frei ausleben. Wenn dem nicht so gewesen wäre, wäre Aberkios als hochrangiges Gemeindemitglied zudem sicherlich nicht das Risiko eingegangen, durch ein großes Grab mit einer ausführlichen Inschrift – und sei sie noch so verschlüsselt – den Zorn seiner Zeitgenossen auf die Christen zu lenken.
Aberkios stellt sich in dem Text ausführlicher vor, als dies in phrygischen Grabinschriften dieser Zeit üblich war. Er präsentiert sich als Bürger einer „auserwählten Stadt“ und als Schüler des „reinen Hirten“. Ob mit der auserwählten Stadt (ἐκλεκτὴ πόλις) im politischen Sinn seine Heimatstadt Hieropolis, im religiösen Sinn das himmlische Jerusalem oder im übertragenen Sinn die Gemeinschaft aller Christen gemeint ist, ist unklar – alle diese Interpretationen wurden bereits vertreten. Der Hirte wird in der Forschung meist als der „gute Hirte“ Jesus Christus gedeutet. Im Auftrag dieses Hirten sei Aberkios, so die Inschrift weiter, nach Rom, Syrien und Mesopotamien gereist – die Schilderung dieser Besuche macht einen großen Teil des Textes aus.
Ob Rom zu dieser Zeit bereits als religiöses Zentrum des Christentums betrachtet wurde und Aberkios deshalb dorthin reiste oder ob andere Gründe wie die damalige politische Bedeutung der Stadt für seinen Besuch ausschlaggebend waren, ist unklar. Diese Unklarheit liegt auch daran, dass die folgenden Zeilen, die seinen Romaufenthalt genauer beschreiben, nicht eindeutig erklärbar sind. Es ist dort von zwei Personen die Rede, die Aberkios in der Reichshauptstadt gesehen habe – in der obigen Übersetzung als „Kaiserin“ und „Prinzessin“ wiedergegeben. Die Buchstabenreste auf dem Stein ergeben in beiden Fällen Wörter für „Königin“ (oder auch „Königsherrschaft“). Das könnte sich auf Frauen des römischen Kaiserhauses beziehen, beispielsweise die Frau und die Tochter des gerade regierenden Kaisers, es könnten aber auch metaphorisch die katholische Kirche als „Königin der Welt“ oder die Stadt Rom als „Sitz der Königsherrschaft“ gemeint sein. Auch eine von Aberkios beabsichtigte Doppeldeutigkeit wäre möglich. Das Volk mit dem glänzenden Siegel, das die Inschrift in Rom verortet, lässt sich dagegen recht eindeutig auf die christliche Gemeinde und das gemeinsame „Siegel“ der Taufe beziehen.
Die konkreten Gründe für die Reisen nach Rom, Syrien und Mesopotamien gehen aus der Grabinschrift jedenfalls nicht hervor. Die deutlich später entstandene Heiligenvita des Aberkios legt nahe, dass es vor allem um Diskussionen über den „wahren Glauben“ ging und Aberkios gegen „Häresien“ wie den im 2. Jahrhundert aufkommenden Markionismus ankämpfen wollte. Dazu könnte auch der Verweis auf den Apostel Paulus in der Inschrift passen, da dieser Apostel – beziehungsweise seine Schriften – in dieser Zeit zur maßgeblichen Autorität in den theologischen Diskussionen unter Christen wurde. Weiter heißt es in der Aberkiosinschrift, der Verstorbene habe überall auf seinen Reisen „den Fisch“ verspeist – eine Angabe, die höchstwahrscheinlich nicht wörtlich zu verstehen ist. Der Fisch war im frühen Christentum eine vielschichtige Metapher (siehe Fisch (Christentum)) sowohl für die Christen als auch für Jesus Christus selbst, aber auch speziell für das Abendmahl, bei dem ja symbolisch die Opferung Christi wiederholt wird. Im Kontext der Aberkiosinschrift liegt speziell eine Deutung des Fisches als Umschreibung des Abendmahls nahe, nicht zuletzt da im Anschluss konkret von Wein und Brot, also den Hauptelementen des Abendmahls, die Rede ist. Mit der Jungfrau, die den Fisch ergriffen habe, könnte je nach Interpretation der Fisch-Metapher entweder die Jungfrau Maria (siehe Jungfrauengeburt), die Gemeinschaft der Christen oder der bereits zuvor erwähnte personifizierte Glaube (griechisch Pistis, lateinisch Fides) gemeint sein. Zusammengefasst scheint Aberkios sich also auf seinen Reisen als Nachfolger des Apostels Paulus gefühlt zu haben, seine christlichen Glaubensgenossen in verschiedenen Regionen besucht zu haben und mit ihnen als Zeichen der Verbrüderung das Abendmahl gefeiert zu haben.
Die letzten Sätze des Grabgedichtes entsprechen dann wieder dem üblichen Formular phrygischer Grabinschriften dieser Zeit oder waren damaligen Lesern zumindest klar verständlich. Es handelt sich um die erneute Nennung des Verstorbenen, um die Angabe, wer für das Grabmal verantwortlich war (in diesem Fall Aberkios selbst), um eine Aufforderung des Lesers zur Fürbitte sowie um das Verbot von Nachbestattungen. Dass Aberkios in dieser Schlusspassage betont, die Grabinschrift selbst verfasst zu haben, könnte seinen Stolz auf die kunstvolle, metaphernreiche Sprache des Textes verraten.

## Rekonstruktion des Grabmals
Die Form des ursprünglichen Grabmals geht zu einem gewissen Grade aus der Vita des Aberkios hervor. Dort heißt es nämlich, das „von Gott inspirierte Grabgedicht“ (θεόπνευστον ἐπίγραμμα) – also die Inschrift – habe auf einem „Altarstein aus Marmor“ (βωμὸν μαρμάρου) gestanden, der wiederum auf einem „quadratischen Grab“ (τύμβον ἰσοτετράγωνον) aufgestellt gewesen sei. Dass der Grabstein die klassisch-antike (heidnische) Form eines Altars hatte, war für Aberkios wohl nichts Besonderes und Bestandteil der üblichen Grabbräuche seiner Zeit; für den Verfasser der Heiligenvita war es jedoch auffällig und erklärungsbedürftig. Er deutet den Marmorblock in seinem Text daher als einen heidnischen Altar, den ein von Aberkios bezwungener Dämon in dessen Auftrag nach Hieropolis gebracht habe und den der Kleriker selbst dann später für seine Grabinschrift zweitverwendet habe. Dieser aufwendige Erklärungsversuch spricht dafür, dass das ursprüngliche Grabmal tatsächlich eine solche Form hatte. Davon abgesehen ist die genaue Gestaltung des Denkmals aber unklar und umstritten; die Rekonstruktion in den Vatikanischen Museen ist nur eine von mehreren Optionen.